# Lac des Rousses

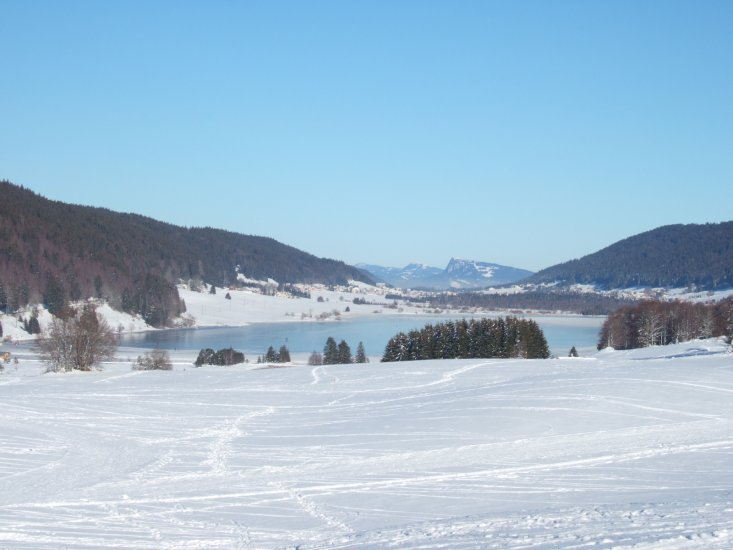
Lac des Rousses w zimie (w tle szczyt Dent de Vaulion)

Lac des Rousses (dawniej: Quinsonnet lub Quintenois; pol. jezioro Rousses) – jezioro we wschodniej Francji, w regionie Burgundia-Franche-Comté, w departamencie Jura.

## Położenie
Jezioro leży we wschodniej części regionu, w departamencie Jura, w gminie Les Rousses. Położone jest ok. 2 km na północny wschód od centrum miejscowości Les Rousses, niespełna 1 km od granicy szwajcarskiej. Leży w południowej części gór Jura, w dolinie rzeki Orbe (fr. le val de l’Orbe). Jest jedynym zbiornikiem wodnym całego regionu Burgundia-Franche-Comté, położonym w dorzeczu Renu.

## Charakterystyka
Jezioro Rousses, leżące w wąskiej, synklinalnej dolinie Orbe, o przebiegu z południowego zachodu na północny wschód, posiada kształt mocno wydłużonego owalu o nieco rozczłonkowanych brzegach, o dłuższej osi długości ok. 2 km i szerokości dochodzącej do 550 m (średnio: ok. 400 m). Jego objętość wynosi ok. 10 mln m³. Jest jeziorem pochodzącym z czasów zmierzchu epoki lodowcowej, stosunkowo głębokim (maksymalna głębokość 19 m), jednak jego brzegi w większości są niskie, zabagnione i pokryte torfowiskami.
Lac des Rousses zasilane jest od strony południowo-zachodniej przez źródłowy ciek rzeki Orbe, mający swe początki w północnej części miejscowości Les Rousses, natomiast od strony południowej przez potok Le Bief Noir, rodzący się koło miejscowości La Cure, tuż przy granicy szwajcarskiej. Powierzchnia zlewni jeziora (bez jego tafli) wynosi ok. 12,1 km². Z jeziora wypływa rzeka Orbe.
Jest jeziorem górskim, jego lustro wody znajduje się na wysokości 1059 m n.p.m. Z racji chłodnego klimatu, panującego w dolinie, zimą zamarza. Pokrywa się grubą pokrywą lodową, która utrzymuje się zwykle 4-5 miesięcy.

## Fauna jeziora
Wody jeziora są czyste, dobrze natlenione. Występuje w nim kilka gatunków ryb, m.in. pstrąg potokowy, kleń, szczupak pospolity, lin, płoć, wzdręga i lokalny podgatunek sieji. Jezioro jest sztucznie zarybiane (szczupak i sieja).

## Znaczenie gospodarcze
Jezioro wykorzystywane jest jako zbiornik wody pitnej dla okolicznych miejscowości. Według danych z 1996 r. korzystało z niego ok. 3,4 tys. odbiorców z 6 gmin (w zależności od sezonu i ilości turystów było to od 6 do 20 tys. osób, nie licząc np. bydła). Średni dzienny pobór wody wynosił wówczas 2 700 m³, a maksymalny 4 400 m³.

## Znaczenie turystyczne i sportowe
Wody jeziora wykorzystywane są do celów sportowych i rekreacyjnych. Możliwa jest kąpiel, pływanie kajakami, rowerami wodnymi, uprawianie żeglarstwa. Sporty motorowodne nie są dozwolone. Możliwy jest również sportowy połów ryb. Prawo połowu od gminy Les Rousses otrzymało Société de Pêche de Morez. Otoczenie jeziora posiada bogatą infrastrukturę turystyczną: ścieżki do nordic walkingu, miejsca odpoczynku, ścieżkę przyrodniczą (m.in. 450-metrowy odcinek drewnianych kładek na nadbrzeżnych terenach podmokłych), latem strzeżone kąpielisko. Zimą zamarznięta tafla jeziora wykorzystywana jest do celów sportu bojerowego, a jego otoczenie jest ulubionym terenem do uprawiania narciarstwa biegowego i dla turystyki narciarskiej (początek dalekobieżnego szlaku narciarskiego La Transjurassienne).